# Crisi della corvetta ARC Caldas
La crisi della corvetta ARC Caldas fu un confronto tra Venezuela e Colombia avvenuto nel 1987, che rischiò di sfociare in conflitto armato; la crisi rientrò grazie alla mediazione delle Nazioni Unite e degli altri paesi americani, ma anche a causa dell'enorme differenza di potenziale bellico tra i due paesi a favore del Venezuela.

## Causa

Il golfo del Venezuela, nelle cui acque si è sviluppata la crisi.

La causa del confronto fu una controversia relativa alle acque territoriali del golfo del Venezuela – detto anche golfo di Maracaibo, dal nome della principale città bagnata dalle sue acque, e golfo del Coquivacoa – che portò ad un addensamento di forze navali nella zona, e ad uno schieramento notevole di mezzi militari alla frontiera dei due paesi.
Dalla creazione degli Stati di Colombia e Venezuela, la zona di confine nei pressi del golfo del Venezuela è stata oggetto di due diverse interpretazioni in merito alla delimitazione delle acque territoriali. Per la Colombia il confine marittimo procede in linea con il parallelo passante per il punto di confine, e le acque così delimitate sono considerate sua propria zona economica esclusiva. Per contro, il Venezuela sostiene per il territorio colombiano al di sotto di Punta Espada il concetto di costa seca cioè costa che non ha diritto ad acque territoriali. In mezzo, le risorse strategiche di petrolio e gas poste all'interno del golfo del Venezuela. Nel luglio del 1987, venne presentata una interrogazione al parlamento della Colombia chiedendo perché le forze navali del paese non pattugliassero da oltre un anno le acque contese per riaffermare la sovranità nazionale; lo stato maggiore colombiano, che a causa dei tagli alla difesa effettuati già dagli anni precedenti dall'allora presidente Belisario Betancur aveva sospeso le missioni di pattugliamento così come altre attività e come l'approvvigionamento di buona parte dei ricambi ed armamenti, assegnò alla corvetta ARC Caldas, una unità della famiglia MEKO da 1500 t, una missione di pattugliamento il 22 giugno, che venne compiuta senza problemi nonostante il fermo e l'ammonizione di barche da pesca venezuelane a non pescare nella zona ritenuta colombiana. Identica missione venne assolta nelle settimane successive dall'unità gemella ARC Antioquia e dal pattugliatore ARC Malpelo'. Nel mese di agosto alla ARC Caldas in partenza per una esercitazione congiunta con la US Navy venne assegnato come compito supplementare al rientro un passaggio nella zona contesa per esercitare i diritti di sovranità nazionale; essendo in esercitazione, alla nave non era stata assegnata la dotazione normale di otto missili Exocet MM40.

## Gli eventi
I colombiani mantennero in posizione la Caldas per otto giorni, durante i quali essa venne puntata per un paio di volte con i sistemi di illuminazione tiro da parte del pattugliatore missilistico ARV Libertad e della fregata ARV Mariscal Sucre, ed andò ad ancorarsi in prossimità della costa per fornire una individuazione confusa ai sistemi di controllo radar venezuelani, non potendo reagire ad eventuali attacchi se non col cannone di bordo e le mitragliere antiaeree in quanto la dotazione missilistica come detto non era stata imbarcata, ma ovviamente questo non era a conoscenza della marina venezuelana; la nave colombiana venne anche sorvolata più volte a bassa quota dai caccia venezuelani; per contro, le navi venezuelane mantennero un atteggiamento decisamente aggressivo nella convinzione dell'essere impegnati a difesa delle acque nazionali, come testimoniato dal capitano di fregata Alfredo Castaneda Giral che comandava all'epoca la ARV Libertad; il suo libro El dia que iba a lanzar el misil è non solo una testimonianza di prima mano degli eventi secondo il punto di vista venezuelano, ma una teorizzazione del diritto venezuelano di utilizzo del potere militare aeronavale per la difesa del Golfo del Venezuela come "acque interne"
Secondo Castaneda, 
Dopo ciò fu rilevata dall'unità gemella Indipendencia, con armamento completo ed appoggiata dal sottomarino ARC Tayrona e dalla gemella Antioquia in missione di rilevamento elettronico. In questi giorni il Venezuela schierò la quasi totalità delle sue forze navali d'altura, con tutte le sue fregate della classe Lupo e due pattugliatori missilistici Vosper da 37 m, appoggiati da caccia F-16 e dagli elicotteri imbarcati; inoltre un forte contingente di truppe di terra venezuelane venne schierato alla frontiera. La crisi rientrò perché il presidente colombiano, sotto il drammatico quadro della preparazione militare del suo paese e le pressioni delle Nazioni Unite e degli stati americani diede alle unità impegnate l'ordine di rientro.
I fatti vengono presentati in versioni diverse dalle due parti, ma la tensione venne ad elevarsi ad un livello prossimo allo scontro campale; il Venezuela mobilitò unità blindate, fanteria ed artiglieria con appoggio di batterie antiaeree, per tagliare il territorio colombiano in prossimità della penisola della Guaijra, ed a questa mossa la Colombia poteva opporre solo un esercito motivato dalla difesa degli interessi nazionali ma male armato. Per l'aviazione la situazione era ancora più squilibrata: dei 15 Mirage V colombiani, 14 erano non funzionanti per mancanza di pezzi di ricambio mentre gli F-16 venezuelani venivano ampiamente impiegati per missioni di ricognizione e appoggio aereo alla flotta nel Golfo del Venezuela e pronti a colpire obiettivi in territorio colombiano.